# Francisco Morales González
Francisco Morales González (1845-1908) fue un escultor español, perteneciente a la escuela granadina de finales del siglo xix. Profesor de la Escuela de Bellas Artes y Artes Industriales de Granada, entre sus discípulos destacan dos imagineros, el granadino Pablo de Loyzaga (1872-1951) y el malagueño José Navas Parejo Pérez (1883-1953).
En la escuela granadina se produce como una vuelta a Alonso Cano y sus discípulos, rasgo que perdura en la imaginería hasta en los escultores barristas en la segunda mitad del siglo xix Francisco Morales y Fernando[cita requerida] Marín, con familiares y discípulos que siguen el arte de ambos y que mantienen los rasgos de la escuela hasta finalizar el siglo. Entre estos últimos destacan Pablo de Loyzaga y su discípulo José Navas-Parejo como últimos exponentes de esta escuela.